# Форматы видеофайлов для мобильных устройств
Форматы видеофайлов для мобильных устройств — типы файлов, которые могут быть использованы для хранения и воспроизведения видео на мобильных телефонах, смартфонах и других портативных устройствах. В последние годы с развитием мобильных технологий и популяризацией потоковых сервисов возникла потребность в поддержке различных форматов для комфортного воспроизведения контента на устройствах с различными операционными системами и аппаратными характеристиками.

## Основные форматы видео для мобильных устройств

### 1.MP4(MPEG-4 Part 14)[2]
MP4 является одним из самых популярных и универсальных форматов видео, который поддерживается практически всеми современными мобильными устройствами. Он использует контейнер MPEG-4, который позволяет интегрировать видео и аудио данные в одном файле. Этот формат поддерживает различные кодеки, включая H.264 для видео и AAC для аудио, что делает его оптимальным для потокового воспроизведения и хранения контента.

#### Преимущества
- Высокая степень сжатия при хорошем качестве.
- Совместимость с большинством мобильных устройств и операционных систем.
- Поддержка потокового воспроизведения.

#### Недостатки
- Невозможность использования некоторых современных технологий сжатия, таких как HEVC.

### 2.MKV(Matroska Video)[3]
Формат контейнера, который может включать в себя видео, аудио, субтитры и другие данные. Хотя он менее распространён на мобильных устройствах, чем MP4, MKV поддерживает множество кодеков и предлагает отличное качество видео. Некоторые мобильные устройства и медиаплееры поддерживают этот формат с помощью сторонних приложений.

#### Преимущества
- Поддержка различных кодеков и субтитров.
- Высокое качество видео.

#### Недостатки
- Низкая совместимость с большинством стандартных видеоплееров на мобильных устройствах.
- Большие размеры файлов.

### 3.AVI(Audio Video Interleave)[4]
AVI — один из старейших форматов видео, разработанный Microsoft. Этот формат поддерживает различные кодеки для видео и аудио, однако на мобильных устройствах может быть ограниченная поддержка из-за большого размера файлов и низкой эффективности сжатия.

#### Преимущества
- Широкая поддержка различных кодеков.
- Высокое качество при низком сжатии.

#### Недостатки
- Большие размеры файлов.
- Ограниченная поддержка на мобильных устройствах.

### 4.MOV
MOV — формат, разработанный компанией Apple и используемый в основном для работы с продуктами этой компании. Этот формат является популярным для видео на устройствах Apple, таких как iPhone и iPad, но его поддержка на других мобильных платформах может быть ограничена.

#### Преимущества
- Высокое качество видео.
- Оптимизация для устройств Apple.

#### Недостатки
- Ограниченная поддержка на устройствах с другими операционными системами.
- Большие размеры файлов.

### 5.3GP[5]
3GP — это формат, который был разработан специально для мобильных устройств с ограниченными вычислительными ресурсами и небольшой памятью. Он используется преимущественно на старых мобильных телефонах, но поддержка его сохраняется и на современных устройствах, особенно в странах с развивающимися рынками.

#### Преимущества
- Низкий размер файлов.
- Хорошая совместимость с мобильными телефонами, особенно с устаревшими моделями.

#### Недостатки
- Низкое качество изображения и звука по сравнению с более современными форматами.
- Ограниченная поддержка на устройствах с высокими характеристиками.

### 6.WEBM[6]
WEBM — формат, ориентированный на воспроизведение видео в интернете, поддерживаемый множеством браузеров и мобильных устройств. Этот формат использует кодеки VP8 и VP9 для видео и Opus для аудио, обеспечивая высокое качество сжатия и поддержку потокового воспроизведения.

#### Преимущества
- Открытый формат с хорошим качеством сжатия.
- Поддержка на устройствах Android и через веб-браузеры.

#### Недостатки
- Не поддерживается нативно в iOS.
- Меньшая совместимость с некоторыми устройствами и плеерами.

## Выбор формата для мобильных устройств
Выбор подходящего формата видео для мобильного устройства зависит от множества факторов, включая поддерживаемые кодеки, качество видео, размер файла и операционную систему устройства. Для современных мобильных телефонов и смартфонов лучшими вариантами являются форматы MP4 и WEBM, поскольку они предлагают отличное соотношение качества и размера файла, а также широкую совместимость с мобильными платформами.
- Для пользователей iOS предпочтительным форматом остаётся MOV или MP4.
- Для пользователей Android MP4 и WEBM являются оптимальными, с дополнительной поддержкой MKV и AVI через сторонние приложения.